# چندباردهی
گیاهان چندباردهی یا پلی‌کارپیک (به انگلیسی: Polycarpic) گیاهانی هستند که پیش از مرگ بارها گل می‌دهند و دانه می‌دهند. اصطلاحی با معنای یکسان، پلونانتیک و ایتروپاروس است. گیاهان چندباردهی می‌توانند چندین بار تولیدمثل کنند زیرا حداقل بخشی از مریستم‌های آن می‌توانند حالت رویشی را به طوری حفظ کنند تا دوباره تولیدمثل کنند. به نظر می‌رسد که این نوع تولیدمثل برای گیاهانی مناسب است که از امنیت کافی در محیط خود برخوردار هستند، زیرا به‌طور مداوم تولیدمثل می‌کنند.